# Пињоко (Анкона)
Пињоко (итал. Pignocco) насеље је у Италији у округу Анкона, региону Марке.
Према процени из 2011. у насељу је живело 22 становника. Насеље се налази на надморској висини од 45 м.